# Деві (Флорида)
Деві, Даві (англ. Davie) — місто (англ. town) в США, в окрузі Бровард на південному сході штату Флорида, на узбережжі Атлантичного океану. Населення — 105 691 особа (2020). Місто входить до агломерації Форт-Лодердейл-Помпано-Біч-Дірфілд-Біч з населенням 1 766 476 осіб (2009 рік), що є підагломерацією Маямі-Форт-Лодердейл-Помпано-Біч з загальним населенням 5 547 051 особа (2009 рік).

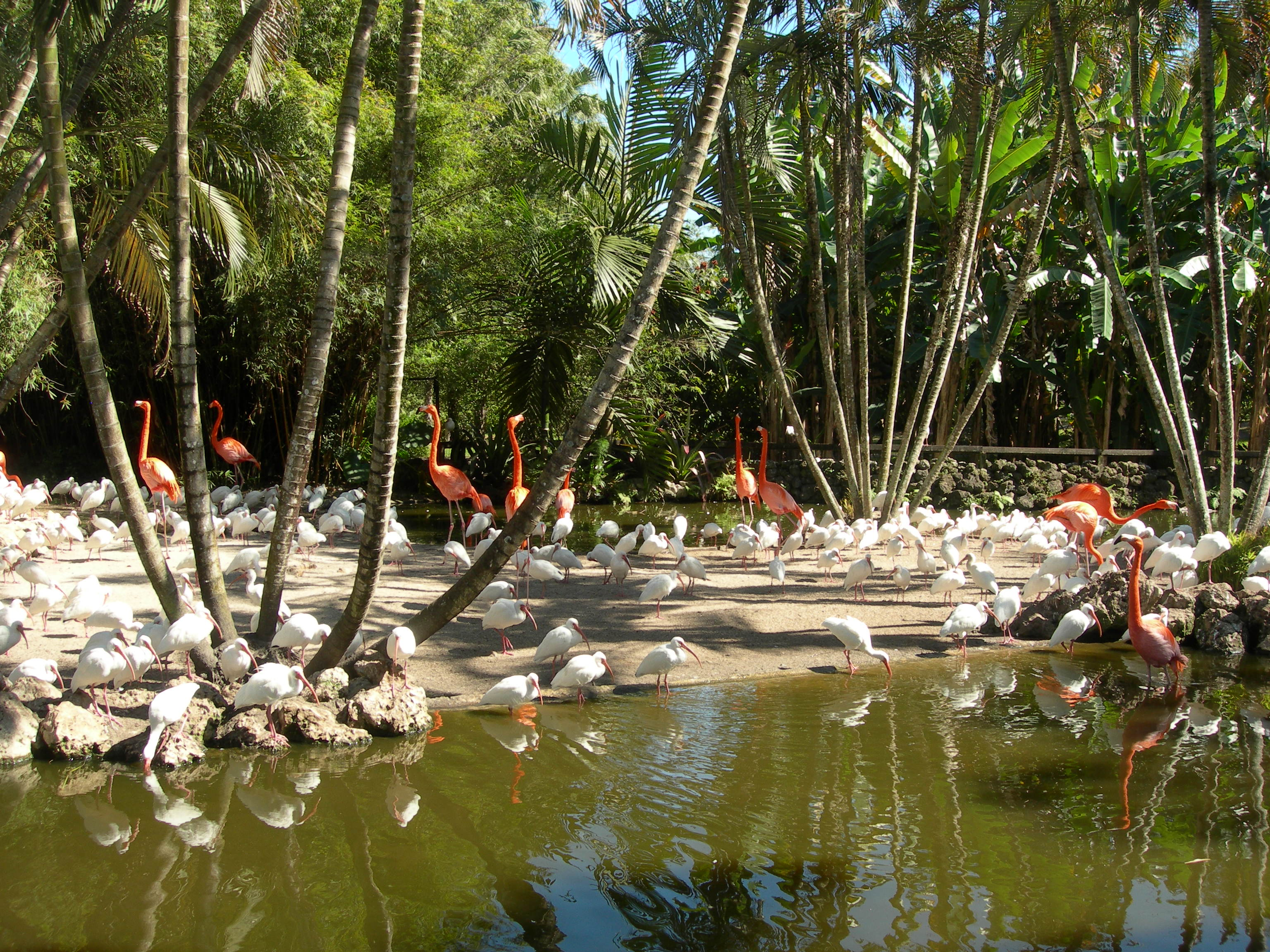
Фламінго у ботаничному саду Фламінгові сади

Утворене місто 1925 року. Напочатку було заселене будівельниками Панамського каналу від чого місто називалося Зона.
У місті ботанічний сад Фламінгові сади (Фламінго гарденс).

## Географія
Деві розташоване за координатами 26°4′45″ пн. ш. 80°17′6″ зх. д. / 26.07917° пн. ш. 80.28500° зх. д. (26.079142, -80.285028).  За даними Бюро перепису населення США в 2010 році місто мало площу 92,51 км², з яких 90,36 км² — суходіл та 2,15 км² — водойми.

## Демографія
Згідно з переписом 2010 року, у місті мешкали 91 992 особи в 34 315 домогосподарствах у складі 23 584 родин. Густота населення становила 994 особи/км².  Було 37306 помешкань (403/км²).
Расовий склад населення:
| - 80,1 % — білих - 8,0 % — чорних або афроамериканців - 4,6 % — азіатів - 0,3 % — корінних американців - 0,1 % — вихідців з тихоокеанських островів - 3,8 % — осіб інших рас |

До двох чи більше рас належало 3,1 %. Частка іспаномовних становила 29,1 % від усіх жителів.
За віковим діапазоном населення розподілялося таким чином: 23,4 % — особи молодші 18 років, 66,0 % — особи у віці 18—64 років, 10,6 % — особи у віці 65 років та старші. Медіана віку мешканця становила 37,5 року. На 100 осіб жіночої статі у місті припадало 94,0 чоловіків;  на 100 жінок у віці від 18 років та старших — 90,5 чоловіків також старших 18 років.
Середній дохід на одне домашнє господарство  становив 85 747 доларів США (медіана — 59 680), а середній дохід на одну сім'ю — 100 890 доларів (медіана — 76 455). Медіана доходів становила 50 184 долари для чоловіків та 42 552 долари для жінок. За межею бідності перебувало 12,6 % осіб, у тому числі 12,0 % дітей у віці до 18 років та 11,2 % осіб у віці 65 років та старших.
Цивільне працевлаштоване населення становило 49 775 осіб. Основні галузі зайнятості: освіта, охорона здоров'я та соціальна допомога — 21,5 %, роздрібна торгівля — 14,0 %, науковці, спеціалісти, менеджери — 13,4 %.